# Коллиандер, Ина
И́на Коллиа́ндер (швед. Ina Colliander, при рождении носила фамилию Берзен, нем. Behrsen; 26 июня 1905, Санкт-Петербург, Российская империя — 24 ноября 1985) — финская художница, график, известная в первую очередь гравюрами по дереву и мозаиками с ангельскими образами.

## Биография
Ина Коллиандер родилась в Санкт-Петербурге в 1905 году в остзейской немецкой семье. Ее отец — архитектор Ричард Андреевич Берзен, мать — Лидия Луиза (Лидия Романовна) фон Голике (1882–1972), дочь типографа и издателя Романа Романовича Голике.
Училась в закрытой школе в Германии, откуда вернулась в Петербург незадолго до революции. В 1918—1922 годах продолжила учёбу в школе в Царском Селе. В 1923 году первой из своей семьи переехала в Финляндию, где продолжила учёбу в Центральной школе искусств при «Атенеуме» (1924—1928), позже жила в Порвоо. Кроме России и Финляндии, она училась графике в Германии, в Мюнхене. Первые профессиональные работы она создает в 1930 году. В работах этого периода преобладают пейзажи, бытовые сценки. Тогда же Колиандер пробует силы в ксилографии, используя в качестве материала выброшенные на берег морем доски. 
Художница вышла замуж за писателя Тито Коллиандера, с которым переехала сначала в Эстонию, а затем во Францию. Во время этих переездов её творческая продуктивность резко падает. После войны семья возвращается в Финляндию, и Коллиандер находит новые темы, связанные с её переходом в православие. Центральное место в её работах второй половины 1940-х годов занимают православные, иконописные мотивы (в 1938 году Ина и Тито Коллиандер перешли в православие).
Признание приходит к Коллиандер после выставки дизайнерской студии Artek в Хельсинки в 1959 году, где были выставлены её гравюры с ангельскими образами. В том же 1959 году она получает высшую награду для деятелей искусств Финляндии медаль Pro Finlandia. В 60-е годы она создает церковные мозаики и дважды представляет Финляндию на Венецианской биеннале, в 70-80-е оформляет мозаиками Ново-Валаамский монастырь в Хейнявеси.
Скончалась 24 ноября 1985 года и похоронена на православном кладбище в Хельсинки, в районе Лапинлахти.
Дети: Мария Любек (род.1931), Екатерина Бундестам (род.1939), Сергей Коллиандер (род. 1949) — православный священник, протоиерей.

## Международные выставки
- 1935 — Москва (СССР)
- 1935 — Рига (Латвия)
- 1936 — Прага—Братислава (Чехословакия)
- 1943 — Гётеборг (Швеция)
- 1949 — Копенгаген (Дания)
- 1950 — Осло (Норвегия)
- 1952 — Любек (ФРГ)
- 1953 — биеннале в Сан-Паулу (Бразилия)
- 1953 — Швейцария
- 1953 — Югославия
- 1953—1954 — Москва, Ленинград (СССР)
- 1954 — ГДР
- 1955 — Рим (Италия)
- 1957 — Лунд (Швеция)
- 1958 — Лугано (Швейцария)
- 1958 — СССР, КНР
- 1958 — Афины (Греция)
- 1960 — Венецианская биеннале
- 1961 — Рейкьявик (Исландия)
- 1961 — Москва (СССР)
- 1961 — Париж, выставка женского искусства
- 1964 — Венецианская биеннале
- 1969 — Италия[6]

## Основные работы
- Мозаика в православной церкви Ханко
- Мозаики в Ново-Валаамском мужском православном монастыре